# Guthrie (Texas)
Pour les articles homonymes, voir Guthrie.
La census-designated place américaine de Guthrie est le siège du comté de King, dans l’État du Texas. Elle comptait 160 habitants lors du recensement de 2010.
Guthrie est la seule census-designated place du comté, qui ne compte aucune localité incorporée.

## Source
- (en) Cet article est partiellement ou en totalité issu de l’article de Wikipédia en anglais intitulé « Guthrie, Texas » (voir la liste des auteurs).